# Fritz Ritterbusch
Fritz Ritterbusch (* 11. Januar 1894 in Zschackau; † 14. Mai 1946 an unbekanntem Ort) war ein deutscher SS-Hauptsturmführer und Mitglied des Wachpersonals der Konzentrationslager Flossenbürg, Hinzert, Lublin-Majdanek und Groß-Rosen. Er war Leiter eines Lagerkomplexes in Trautenau-Parschnitz.

## Leben und Funktionen

### Familie
Fritz Ritterbusch war ein Sohn des Ziegeleimeisters Hermann Ritterbusch aus Zschakau (heute Beilrode). Sein Bruder Paul Ritterbusch war einer der profiliertesten nationalsozialistischen Wissenschaftsfunktionäre. Ein anderer Bruder, Willi Ritterbusch, war von 1943 bis 1945 Generalkommissar in den Niederlanden. Ein weiterer Bruder war Karl Ritterbusch und ebenfalls SS-Hauptsturmführer, sowie Offizier der 91. SS-Standarte in Wittenberg.

### NS-Karriere
Ritterbusch nahm von 1914 bis 1918 am Ersten Weltkrieg als Infanterist teil und diente im 153. und 264. Infanterieregiment der Preußischen Armee. Zum 25. Mai 1925 trat er in die NSDAP ein (Mitgliedsnummer 6.317). 1931 trat Ritterbusch in die SS (SS-Nummer 9.107) ein, wo er 1934 Offizier der 91. SS-Standarte in Wittenberg wurde.
Von Frühjahr 1940 bis zum 30. Januar 1941 bekleidete er eine nicht näher bezeichnete Funktion in der Wachmannschaft des KZ Flossenbürg, später wurde er dort zum Zugführer ernannt. Am 10. Januar 1943 wurde Ritterbusch ins SS-Sonderlager Hinzert versetzt, wo er als Adjutant des Lagerkommandanten Paul Sporrenberg agierte.
Am 18. Juni 1943 wurde er zur Lagerverwaltung des KZ Majdanek versetzt. Im März 1944 wurde er in das KZ Groß-Rosen versetzt, wo er übergeordneter Lagerführer eines Verbundes von sieben Frauenaußenlagern in der Region Trautenau wurde. Das sogenannte SS-Kommando Trautenau hatte seinen Sitz in Parschnitz (Poříčí).
Am 30. Januar 1945 wurde Ritterbusch zum SS-Hauptsturmführer befördert.

### Nach Ende des Zweiten Weltkriegs
Ritterbusch wurde am 12. Januar 1946 von der sowjetischen Besatzungsmacht verhaftet. Am 25. März 1946 wurde er von einem sowjetischen Militärtribunal zum Tode verurteilt. Am 14. Mai 1946 wurde das Urteil an einem unbekannten Ort vollstreckt. Ein im Jahre 2002 gestellter Antrag auf Rehabilitierung wurde von der russischen Militärhauptstaatsanwaltschaft abgelehnt.

## Orden und Auszeichnungen
- Eisernes Kreuz II. Klasse
- Kriegsverdienstkreuz II. Klasse mit Schwertern
- Goldenes Parteiabzeichen der NSDAP
- SS-Ehrenring
- Gemeinsames Gau-Ehrenzeichen[2]